# Philippe Noiret
Philippe Noiret, född 1 oktober 1930 i Lille, död 23 november 2006 i Paris, var en fransk skådespelare. Han hade roller i bland annat Topaz (1969) och Cinema Paradiso (1988).

## Filmografi
- 1955 – La Pointe-Courte
- 1960 – Zazie - flickan som gör vad som faller henne in
- 1965 – Lady L
- 1966 – Vem är du, Polly Maggoo?
- 1966 – Vilken himla kalabalik
- 1967 – Generalernas natt
- 1967 – Amor skjuter skarpt
- 1968 – Alexandre - lyckans ost
- 1968 – Mr. Freedom
- 1969 – Topaz
- 1969 – Rysk roulett, Madame
- 1971 – Murphys krig
- 1973 – Brakfesten
- 1973 – Reptilen
- 1974 – L'horloger de Saint-Paul
- 1974 – Rör inte den vita kvinnan
- 1975 – Det gamla gänget
- 1975 – Dubbelbössan
- 1975 – Que la fête commence...
- 1976 – Il deserto dei Tartari
- 1976 – Le juge et l'assassin
- 1978 – Döden i grytan
- 1980 – On a volé la cuisse de Jupiter
- 1981 – Coup de torchon
- 1981 – Tre bröder
- 1982 – Amici miei - Atto II°
- 1984 – Muta & kör!
- 1984 – Fort Saganne
- 1986 – Kring midnatt
- 1987 – Familjen
- 1987 – Masques
- 1988 – Cinema Paradiso
- 1989 – The Return of the Musketeers
- 1989 – La vie et rien d'autre
- 1990 – Muta och kör 2
- 1990 – Uranus
- 1991 – J'embrasse pas
- 1993 – Tango
- 1994 – Il postino – postiljonen
- 1994 – D'Artagnans dotter
- 1994 – Den förargliga kopian
- 1996 – Les grands ducs
- 1997 – Hertigens dotter
- 2003 – Ripoux 3